# Oratorio di Sant'Antonio da Padova (Soragna)
L'oratorio di Sant'Antonio da Padova è un luogo di culto cattolico dalle forme barocche e neoclassiche, situato in piazza Giuseppe Garibaldi a Soragna, in provincia e diocesi di Parma; è sussidiario della parrocchiale di San Giacomo di Soragna e fa parte della zona pastorale della Bassa.

## Storia
L'edificio fu innalzato su un lato della piazza centrale del paese a partire dal 1696, per volere della Confraternita del Suffragio, che incaricò del progetto l'architetto Francesco Galli da Bibbiena, negli stessi anni impegnato col fratello Ferdinando anche nella decorazione di alcuni ambienti della vicina rocca Meli Lupi; nel 1698, al termine dei lavori di costruzione, lo scultore Giovanni Mercoli decorò con ricchissimi stucchi barocchi gli interni del tempio.

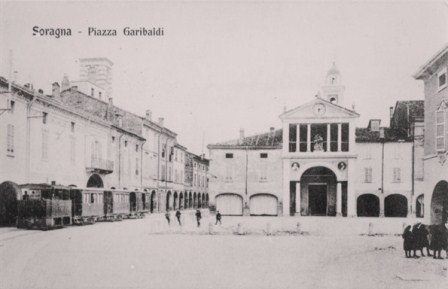
Piazza Garibaldi con l'oratorio di Sant'Antonio intorno al 1930

Nel 1794 fu completata la torre campanaria.
Nel 1804 furono avviati i lavori di rifacimento della facciata, ormai deteriorata, che fu ricostruita in forme neoclassiche su progetto dell'architetto Giuseppe Rasori e completata nel 1805. L'anno seguente la statua in stucco di Sant'Antonio, situata al centro della loggia e ormai deteriorata, fu sostituita con la terracotta di Giuseppe Carra raffigurante Sant'Antonio da Padova che adora il Bambino.
Nel 1826 furono restaurati il pavimento e la fascia inferiore delle pareti interne, danneggiati dall'umidità da risalita.
Nel 1875 furono effettuati per volontà del Comune di Soragna alcuni lavori sul timpano della facciata, ove fu inserito il grande orologio centrale.
L'edificio fu nuovamente restaurato nel 1912, nel 1967 e soprattutto tra il 1999 e il 2009, interessando oltre alla chiesa anche le adiacenti sagrestia e canonica.

## Descrizione

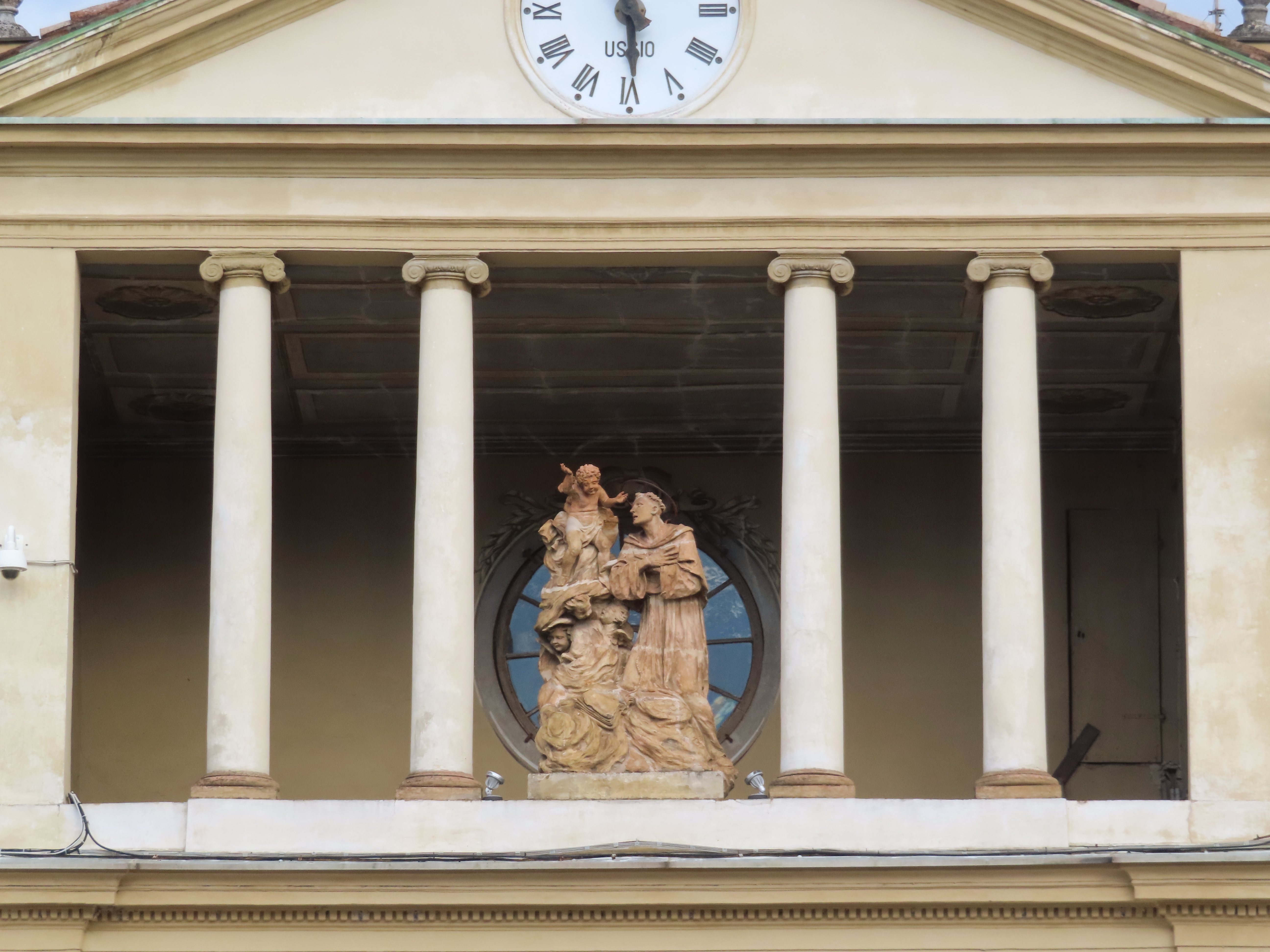
Loggia al centro della facciata

L'edificio si sviluppa su una lunga e stretta navata, con ingresso preceduto da portico a ovest verso la piazza e abside semicircolare all'estremità opposta.
Il prospetto principale, dai tratti monumentali neoclassici, si eleva su un ampio esonartece a serliana con colonne tuscaniche, in continuità col più basso porticato della piazza; al primo livello si apre un'elegante loggia con quattro colonnine ioniche, maggiormente distanziate al centro, ove è posizionato il già citato gruppo statuario di Carra raffigurante Sant'Antonio; a coronamento della facciata si staglia un grande frontone triangolare con orologio centrale, mentre in sommità si innalzano una croce in ferro e due vasi laterali.
L'aula, caratterizzata dai colori molto tenui, è riccamente ornata con le decorazioni a stucco di Giovanni Mercoli, che grazie al chiaroscuro creano un notevole effetto scenografico; lo scultore vi realizzò nel 1698 i gruppi di alte colonne binate con capitelli compositi, le due grandi cornici ovali dei dipinti sugli altari laterali, gli archi della volta a botte di copertura e l'alta cornice marcapiano; dello stesso autore sono anche le quattro sculture in stucco raffiguranti i Dottori della Chiesa, che ornano i pennacchi della piccola cupola semisferica a coronamento della navata.
Gli oli sugli altari laterali, rappresentanti rispettivamente la Strage degli innocenti e la Madonna con santi, furono realizzati dal pittore Giovanni Bolla nel 1698.
Il ricco altare maggiore in legno dorato con colonne tortili, intagliato da Giulio Seletti nel 1726, ospita quattro candelieri scolpiti da Francesco Gaibazzi nel 1778; sul retro, fra due porte laterali incorniciate da stucchi, sono collocati a semicerchio i sedili lignei del coro, realizzati nel 1734 da Giambattista Galli, autore anche dei confessionali, del portale d'accesso alla sagrestia, di un armadio intagliato e della cantoria barocca dipinta della controfacciata, che ospita l'organo a sette registri di Giuseppe Dotti, risalente al 1701.